# أبو ثور الوشقي
أبو ثور كان والي وشقة، وأحد النبلاء المسلمين، وربما كان عضوًا في بني سلامة. وبدلًا من ذلك، فقد اقترح البعض أنه قد يكون عالم الأنساب الأندلسي ابن حزم المسمى بأبي ثور بن قسيس، ابن الجد الذي يحمل نفس الاسم لمُولد بني قسي القوي.
وفي المجلس الإمبراطوري في بادربورن، انضم إلى سليمان الأعرابي، والي برشلونة، وحسين، والي سرقسطة، في عرض ممتلكاتهم على شارلمان في مقابل المساعدة العسكرية في ثورة جديدة ضد الأمير عبد الرحمن الأول، بهدف إعادة ترسيخ السلطة العباسية في الأندلس. قاد شارلمان جيشًا واستولى على برشلونة ووشقة في عام 778، لكن حسين تراجع عن قراره وبعد هجوم فاشل على سرقسطة، انتهى التحالف بالفشل مع انسحاب الفرنجة وهزيمتهم في رونسيسفو.
في عام 790 اقترح تحالفًا مع لويس الأول.